# 34e régiment de marche
Pour les articles homonymes, voir 34e régiment.
Pour le 34e régiment de marche formé à Paris en 1870, voir 134e régiment d'infanterie de ligne.
Le 34e régiment d'infanterie de marche (ou 34e régiment de marche) est un régiment d'infanterie français, qui a participé à la guerre franco-allemande de 1870.

## Création et différentes dénominations
- 3 octobre 1870 : formation du 34e régiment d'infanterie de marche
- mars 1871 : fusion dans le 34e régiment d'infanterie de ligne

## Chefs de corps
- septembre 1870 - février 1871 : lieutenant-colonel Mesny[1],[2],[3],[4]
- février 1871 : lieutenant-colonel Audouard[3]

## Historique
Le régiment est formé par décret du 3 octobre 1870 à Vierzon et Bourges, à trois bataillons à six compagnies. Il amalgame les 4e bataillons des 4e, 36e et 77e régiments d'infanterie de ligne,,,,.
Il appartient à la 2e brigade de la 3e division du 15e corps d'armée. Il combat d'abord avec l'armée de la Loire, à la bataille d'Orléans (11 octobre) et à la bataille de Loigny (2 décembre).
Il passe ensuite à l'armée de l'Est. Il est interné en Suisse le 1er février 1871.
Après l'arrêt des combats contre les Prussiens, le 34e de marche rejoint en avril la 3e division du 2e corps de la 2e armée de Versailles. Il fusionne fin mars dans le 34e régiment d'infanterie de ligne.